# Meksyk na Letnich Igrzyskach Olimpijskich Młodzieży 2010
Meksyk na Letnich Igrzyskach Olimpijskich Młodzieży 2010 w Singapurze reprezentowało 42 sportowców w 18 dyscyplinach.

## Skład kadry

### Badminton
- Job Castillo
- Mariana Ugalde

### Boks
- Daniel Echeverria - kategoria 60 kg

### Gimnastyka

#### Gimnastyka sportowa
- Javier Cervantes
- Karla Salazar

#### Gimnastyka rytmiczna
- Isha Elienai Sanchez Hernandez

### Judo
- Fernando Vanoye - kategoria do 100 kg - 9 miejsce

### Kajakarstwo
- Pedro Castaneda
  - trampolina 3 m - 11 miejsce
  - wieża 10 m -  brązowy medal
- Teresa Vallejo
  - trampolina 3 m - 11 miejsce
  - wieża 10 m - 9 miejsce

### Kolarstwo
- Carlos Moran
- Ingrid Drexel
- Ulises Castillo
- Christopher Mireles

### Lekkoatletyka
Chłopcy:
| Zawodnik       | Dyscyplina                 | Kwalifikacje | Kwalifikacje | Finał    | Finał |
| Zawodnik       | Dyscyplina                 | Rezultat     | Poz.         | Rezultat | Poz.  |
| -------------- | -------------------------- | ------------ | ------------ | -------- | ----- |
| Hector Ruiz    | bieg na 100 m              | 11.05        | 11 qB        | 10.87    | 10    |
| Cesar Ramirez  | bieg na 110 m przez płotki | DSQ qC       | DSQ qC       | 14.03    | 13    |
| Jesus Vega     | chód na 10 000 m           |              |              | 46:08.16 | 7     |
| Diego Del Real | Rzut młotem                | 66.44        | 10 qB        | 69.66    | 9     |

Dziewczęta:
| Zawodnik          | Dyscyplina      | Kwalifikacje | Kwalifikacje | Finał    | Finał |
| Zawodnik          | Dyscyplina      | Rezultat     | Poz.         | Rezultat | Poz.  |
| ----------------- | --------------- | ------------ | ------------ | -------- | ----- |
| Yanelli Caballero | chód na 5 000 m |              |              | 22:42.15 | 5     |
| Ivonne Rangel     | Trójskok        | 12.07        | 9 qB         | 12.31    | 9     |
| Tiziana Ruiz      | Skok o tyczce   | 3.50         | 13 qB        | 3.45     | 10    |

### Łucznictwo
Chłopcy:
- Jafet Farjat - 17 miejsce

Dziewczęta:
- Mariana Avitia - 4 miejsce

Składy mieszane:
- Jafet Farjat w parze z  Elizabeth Cheok - 17 miejsce
- Mariana Avitia w parze z  Joni Hautamaki - 17 miejsce

### Pięciobój nowoczesny
- Jorge Camacho  brązowy medal
- Tamara Vega - 9 miejsce

### Pływanie
- Lourdes Villasenor
  - 100 m st. grzbietowym  - 23 miejsce w kwalifikacjach
  - 200 m st. grzbietowym - 21 miejsce w kwalifikacjach

### Podnoszenie ciężarów
- Moises Sotelo - kategoria +85 kg - 6 miejsce
- Aremi Fuentes - kategoria 63 kg  brązowy medal

### Skoki do wody
- Ivan Garcia - 5 miejsce
- Teresa Vallejo

### Strzelectwo
- Julio Nava - pistolet pneumatyczny 10 m
- Mariana Nava - pistolet pneumatyczny 10 m
- Erick Arzate Marchan - karabin pneumatyczny 10 m
- Isamar Guerrero - karabin pneumatyczny 10 m

### Taekwondo
- Alejandro Valdes - kategoria -63 kg -  brązowy medal
- Jose Ramos - kategoria +73 kg - 5 miejsce
- Monica Chavez - kategoria -55 kg - 5 miejsce
- Ana Perez - kategoria -63 kg - 5 miejsce
- Briseida Acosta - kategoria +63 kg -  srebrny medal

### Triathlon
- Adriana Barraza - 4 miejsce
- Luis Oliveros - 13 miejsce

### Zapasy

#### Styl klasyczny
- Pedro Ramirez Camarillo - kategoria 58 kg - 5 miejsce

### Żeglarstwo
- Jose Davila - 14 miejsce
- Diana Valera - 12 miejsce